# Synode von Orange
Die Synode von Orange war eine lokale Synode, die im Jahre 529 stattfand. Bei diesem Konzil in Arausio (weshalb die Synode auch als Arausiacanum bezeichnet wird), der heutigen südfranzösischen Stadt Orange, wurden sowohl der Pelagianismus – wie schon zuvor durch die Synode von Karthago (418) und das Konzil von Ephesos (431) – als auch der davon abgewandelte Semipelagianismus verurteilt.
Dagegen wurden  die Lehren des Augustinus von Hippo von der Erbsünde, dem unfreien Willen und der göttlichen Gnade bestätigt. Allerdings wurde die Lehre von der Vorherbestimmung (Prädestination) nicht bestätigt, sondern die doppelte Prädestination verworfen, wie aus dem Schlusswort des Bischofs Caesarius von Arles hervorgeht:
„Dass aber irgendwelche durch göttliche Macht zum Bösen vorherbestimmt seien, das glauben wir nicht nur nicht, sondern, wenn es welche gibt, die so Übles glauben wollen, so sagen wir diesen auch mit ganzer Abscheu: Anathema!“
[XXV. … „Aliquos vero ad malum divina potestate praedestinatos esse non solum non credimus, sed etiam, si sunt, qui tantum malum credere velint, cum omni detestatione illis anathema dicimus.“]
Die synodischen Beschlüsse des Concilium Arausiacanum II wurden in 25 Kanones festgehalten und von Papst Bonifatius II. (Pontifikat 530–532) bestätigt.
Das Konzil von Orange wurde von den Orthodoxen Kirchen nie anerkannt, da sie Augustinus’ Lehre von dem unfreien Willen ablehnen.

## Dokumente
- Concilium Arausicanum II. De Gratia Et Libero Arbitrio